# هارلان هاتشر
هارلان هاتشر (بالإنجليزية: Harlan Hatcher)‏ (9 سبتمبر 1898، أيرنتون في الولايات المتحدة - 25 فبراير 1998، آن آربر في الولايات المتحدة)؛ روائي أمريكي.